# Awasa
Awasa (amhàric: አዋሳ, Äwasa) (també escrit Awassa) és una ciutat d'Etiòpia, situada a la vora del llac Awasa, a la Gran Vall del Rift. Situada a la zona de Sidama, a partir de l'any 2006 Awasa és la capital del sud de la Regió dels Pobles del Sud. La ciutat està situada a la carretera que uneix a Addis Abeba amb Nairobi. Awasa té una altitud de 1.708 msnm i una població de 125.315 habitants.